# NGC 3953
NGC 3953是一个位于大熊座的螺旋星系，属于M109星系群。人们在星系内发现Ia型超新星SN 2001dp和SN 2006bp。